# Bazoches-et-Saint-Thibaut
Bazoches-et-Saint-Thibaut est, depuis le 1er janvier 2022, une commune nouvelle française située dans le département de l'Aisne en région Hauts-de-France.

## Géographie
La commune nouvelle regroupe les communes de Bazoches-sur-Vesles et de Saint-Thibaut qui deviennent des communes déléguées, le 1er janvier 2022. Son chef-lieu se situe à Bazoches-sur-Vesles.

## Toponymie
Bazoches est attesté sous les formes Ecclesia Basilicarum (1135) ; Bazolchiis (XIIe siècle) ; Basilicense (1186) ; territorium Bazochiarum, Basilice (1201) ; Basoches (1209) ; Basoche (1467) ; Basosche (1587) ; Paroisse Saint-Pierre-de-Bazoche (1668).

Bazoches est une formation toponymique médiévale, basée sur l'ancien français basoche, ou bazoche (église). Ce terme est issu, par évolution phonétique, du latin basilica,   « église » (basilique, édifice public couvert où se rendait la justice, église ou chapelle chrétienne.
Saint-Thibaut est attesté sous les formes Sanctus-Theobaldus (1150) ; Sanctus-Theobaldus-juxtà-Basochias (1247) ; Saint-Thiébaut (1282) ; Prioré de Saint-Thiébaut-dessus-Bazoches (1384) ; Saint-Thibault (1710).

Saint-Thibaut est hagiotoponyme qui fait référence à Thibaut de Provins.

## Politique et administration
| Nom                         | Code Insee | Intercommunalité     | Superficie (km2) | Population (dernière pop. légale) | Densité (hab./km2) |
| --------------------------- | ---------- | -------------------- | ---------------- | --------------------------------- | ------------------ |
| Bazoches-sur-Vesles (siège) | 02054      | CC du Val de l'Aisne | 9,49             | 430 (2022)                        | 45                 |
| Saint-Thibaut               | 02695      | CC du Val de l'Aisne | 4,13             | 87 (2022)                         | 21                 |

### Liste des maires
| Période      | Période                       | Identité         | Étiquette | Qualité |
| ------------ | ----------------------------- | ---------------- | --------- | ------- |
| janvier 2022 | En cours (au 30 janvier 2022) | Christian Drouet |           |         |

## Culture locale et patrimoine
- Église Saint-Pierre de Bazoches-sur-Vesles.

## Pour approfondir